# San Bartolomé (Lanzarote)
San Bartolomé est une commune de la province de Las Palmas dans la communauté autonome des Îles Canaries en Espagne. Elle est située au centre de l'île de Lanzarote.

## Géographie

### Localisation

Localisation de l'île de Lanzarote dans les Îles Canaries.
Localisation de San Bartolomé dans l'île de Lanzarote.

| Tinajo | Tinajo et Teguise | Teguise  |
| Tías   | San Bartolomé     | Arrecife |
|        | Océan Atlantique  |          |

### Villages de la commune
(Nombre d'habitants en 2007)
- Guime (1 234)
- El Islote
- Montaña Blanca (484)
- Mozaga (400)
- Playa Honda (10 461)
- San Bartolomé (5 395)
- Tomaren

## Patrimoine

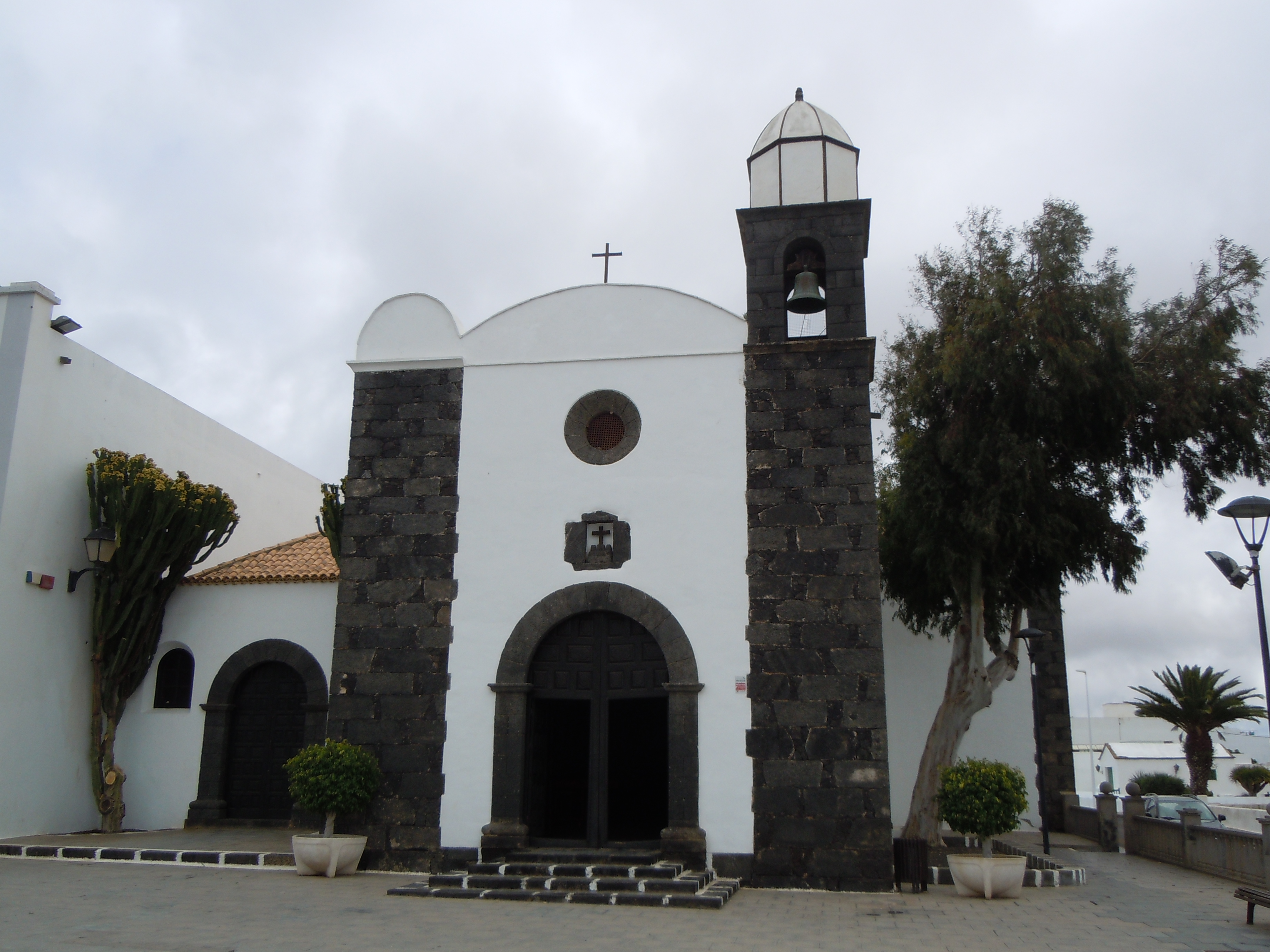
Église San Bartolomé
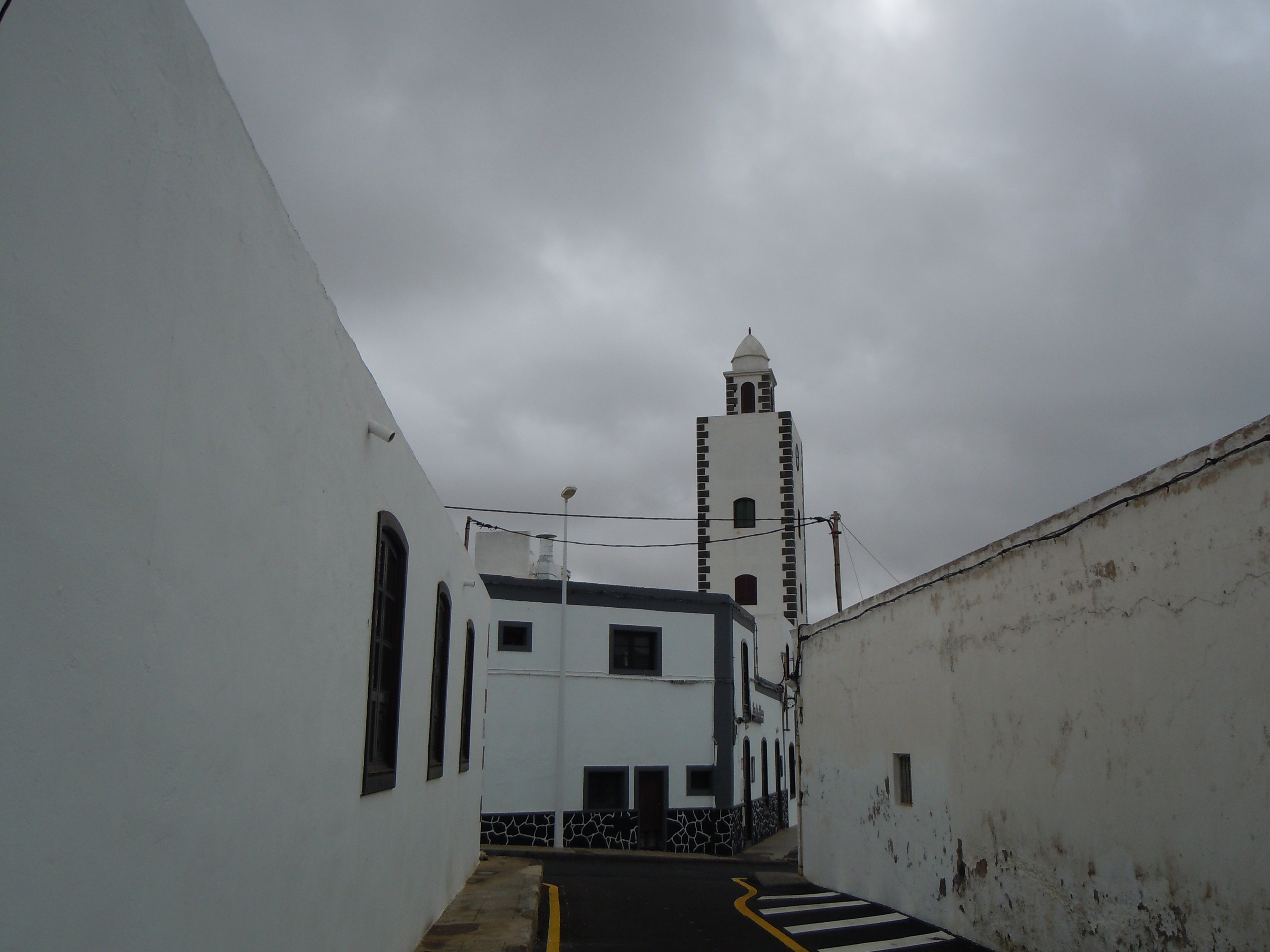
Beffroi de l'Hôtel de Ville.
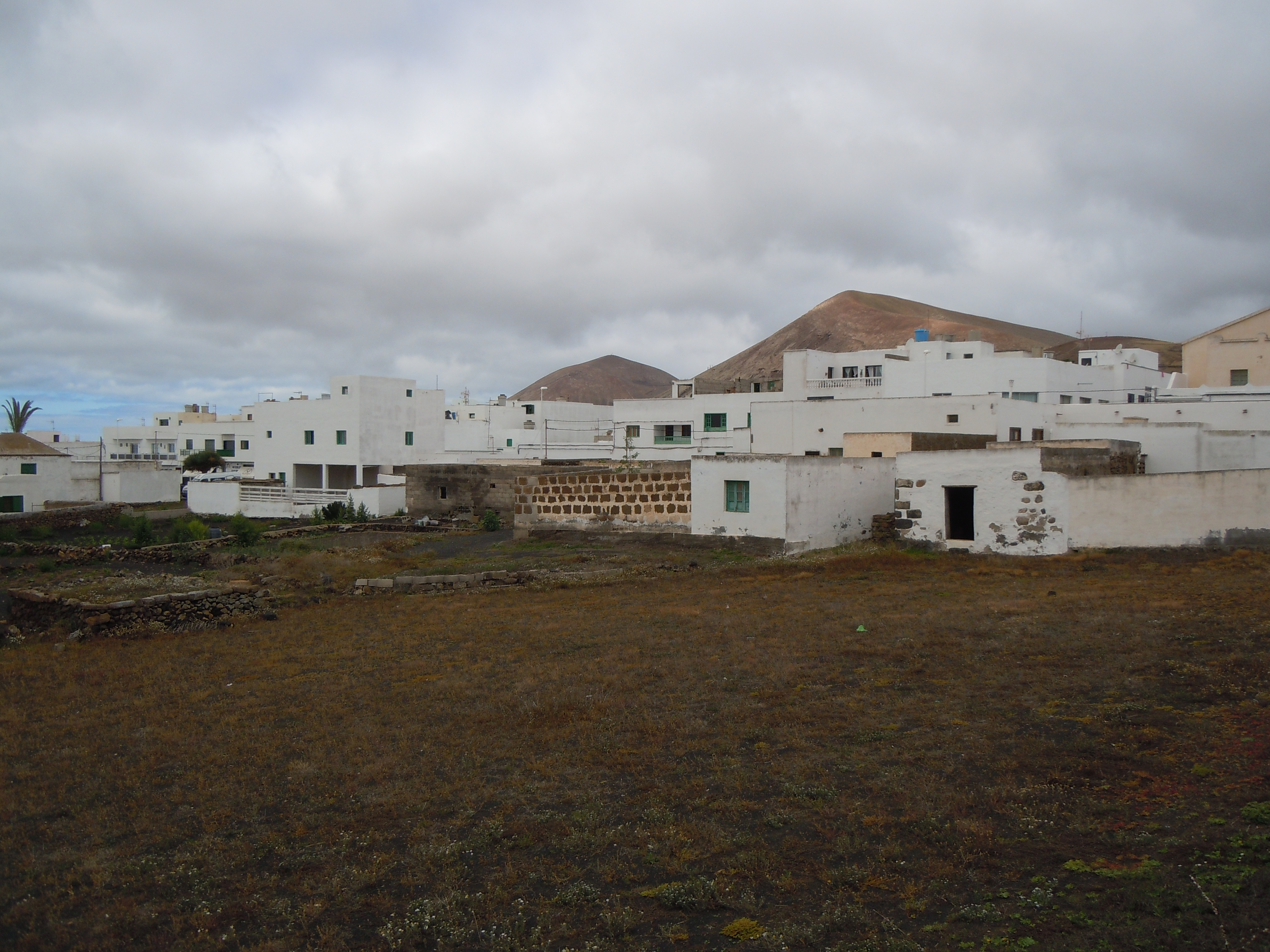
Jardins autour de la Plaza León y Castillo

## Jumelage
- Dúrcal (Espagne)